# Akuriyo (volk)
De Akuriyo, ook wel Akurio, is een inheems volk in Zuid-Amerika.
De Akuriyo is een van oorsprong nomadische groep van inheemse Surinamers die woont in het zuiden van Suriname en het aangrenzende deel van Brazilië. Ze spreken een Caribische taal verwant aan die van de Trio.
Eind jaren zestig zijn de rondtrekkende inheemsen door zendelingen ondergebracht in een aantal dorpen, namelijk Alalapadoe aan de Coeroenie-kreek en Peleloe Tepoe aan de Boven-Tapanahony. Hier stierf een groot aantal van hen. De jagers-verzamelaars konden niet wennen aan het voedsel en de levensstijl. Bovendien werden de nomaden door de baptisten aangezet tot werken, hetgeen zij als jagers niet gewoon waren.
Een zeer klein deel van de Akuriyo bleef de nomadische levensstijl trouw.
Een subgroep van de Akuriyo was de Wayarikule aan de Oelemari en de Loë. Deze leeft in de 21e eeuw niet meer als aparte gemeenschap voort.
Arowakken (Lokono) · Karaïben (Kari’na) · Trio · Wayana

Akuriyo · Aparai · Katuena · Mawayana · Saloema · Sikiiyana · Tunayana · Waiwai · Warau